# 中央财经小组
中央财经小组是1958年中共中央成立的经济工作咨询机构。

## 历史
1958年5月中共八大二次会议毛泽东在陈云的发言稿上写下了这样一段话：“无论是工业方面、农业方面、财贸方面或交通运输方面的工作的方针路线问题及大的政策问题，都应经过中央和各级党委，作出决定。”
1958年6月10日，中共中央发出《关于成立财经、政法、外事、科学、文教小组的通知》。《通知》中毛泽东加写了一段话：“这些小组是党中央的，直属中央政治局和书记处，向它们直接作报告。大政方针在政治局，具体部署在书记处。只有一个政治设计院，没有两个政治设计院。大政方针和具体部署，都是一元化，党政不分。具体执行和细节决策属政府机构及其党组。对大政方针和具体部署，政府机构及其党组有建议之权，但决定权在党中央。政府机构及其党组和党中央一同有检查之权。”据此，成立中央财经小组，取代了中央经济工作五人小组。陈云担任组长。中央财经小组在陈云、李富春、薄一波、李先念、黄克诚原五人小组之外，新增了谭震林、邓子恢、聂荣臻、李雪峰、贾拓夫、王鹤寿、赵尔陆等七人。
大跃进中，中央财经小组提出压基建、保生产、保市场等一系列缓和市场紧张、解决人民生活困难的主张。
1959年庐山会议前，陈云因病休养，中央财经小组组长职务由李富春代理。此后基本没有再活动。
1962年2月下旬七千人大会后刘少奇主持召开的中央政治局常委扩大会议（史称“西楼会议”） 上决定“重新成立财经领导小组”。薛暮桥回忆：“西楼会议”后，“少奇同志指示陈云同志，将财经小组从过去的咨询机构改为决策机构”。1962年3月7日和8日，中央财经小组的第一次会议就是研究调整1962年年度计划，把工业生产和基本建设的发展速度放慢，以便把重点放在农业和市场上。3月16日刘少奇、周恩来、邓小平飞赴武汉向毛泽东报告“西楼会议”并得到毛泽东同意。4月初，形成了《中央财经小组关于讨论一九六二年调整计划的报告》。1962年4月19日中共中央办公厅发出通知：“中央财经小组由陈云同志为组长，李富春、李先念同志为副组长，周恩来、谭震林、薄一波、罗瑞卿、程子华、谷牧、姚依林、薛暮桥等同志为组员。”《中央财经小组关于讨论一九六二年调整计划的报告》经毛泽东批准，于5月26日发往全国各地。
1962年8月中央北戴河会议之前，中央财经小组停止活动。